# 27504 Denune
27504 Denune este o planetă minoră (asteroid), cu un diametru de 5,538 km, din centura de asteroizi. A fost descoperită pe 7 aprilie 2000 la Stația Anderson Mesa de Lowell Observatory Near-Earth-Object Search. 
Obiectul prezintă o orbită caracterizată de o semiaxă mare de 3,01927 UAi, o excentricitate de 0,1, o înclinație de 11,30205 ° în raport cu ecliptica.